# Dropptratt

Dropptrattar. Den vänstra med tryckutjämningsrör, den högra utan.

En dropptratt är en glasbehållare, främst använd inom kemi, med vars hjälp kan tillsätta en vätska långsamt (droppvis) och används för att exempelvis undvika sidorekationer eller om reaktionen annars skulle bli för kraftig (till exempel häftig gasutveckling eller hög temperatur). Den undre slipade fattningen sätts i den behållare, ofta en flerhalsad rundkolv, till vilken vätskan i dropptratten skall tillföras och med hjälp av en kran reglerar man flödet. Dropptratten kan vara försedd med ett tryckutjämningsrör som förbinder luften i trattens behållare med luften/gasen i den undre behållaren så att trycket i de båda är lika, varvid man genom att ha en propp i dropptrattens hals får ett slutet system. Om ett sådant rör saknas måste man i stället låta luft passera in genom halsen (ofta genom ett torkrör fyllt med exempelvis vattenfri kalciumklorid) för att det inte skall bli undertryck i tratten (då slutar det snart droppa!). Dropptrattens behållare kan vara graderad för att visa hur mycket vätska som tillsatts. Dropptrattar som är avsedda för att användas vid undertryck ("vakuum") har även en kran på tryckutjämningsröret, vilken är stängd under drift (luftintag sker då genom trattens öppna hals - utan propp, men eventuellt med torkrör) och öppnas när man vill återgå till atmosfärstryck i systemet.
I brist på dropptratt kan en separertratt eventuellt användas (och vice versa).
Att använda en kranförsedd tratt för att reglera tillförseln har gjorts sedan åtminstone 1853, då Carl Emanuel Brunner publicerade en illustration i anslutning till artikeln Beiträge zur Analyse einiger Metallegirungen som visade detta.

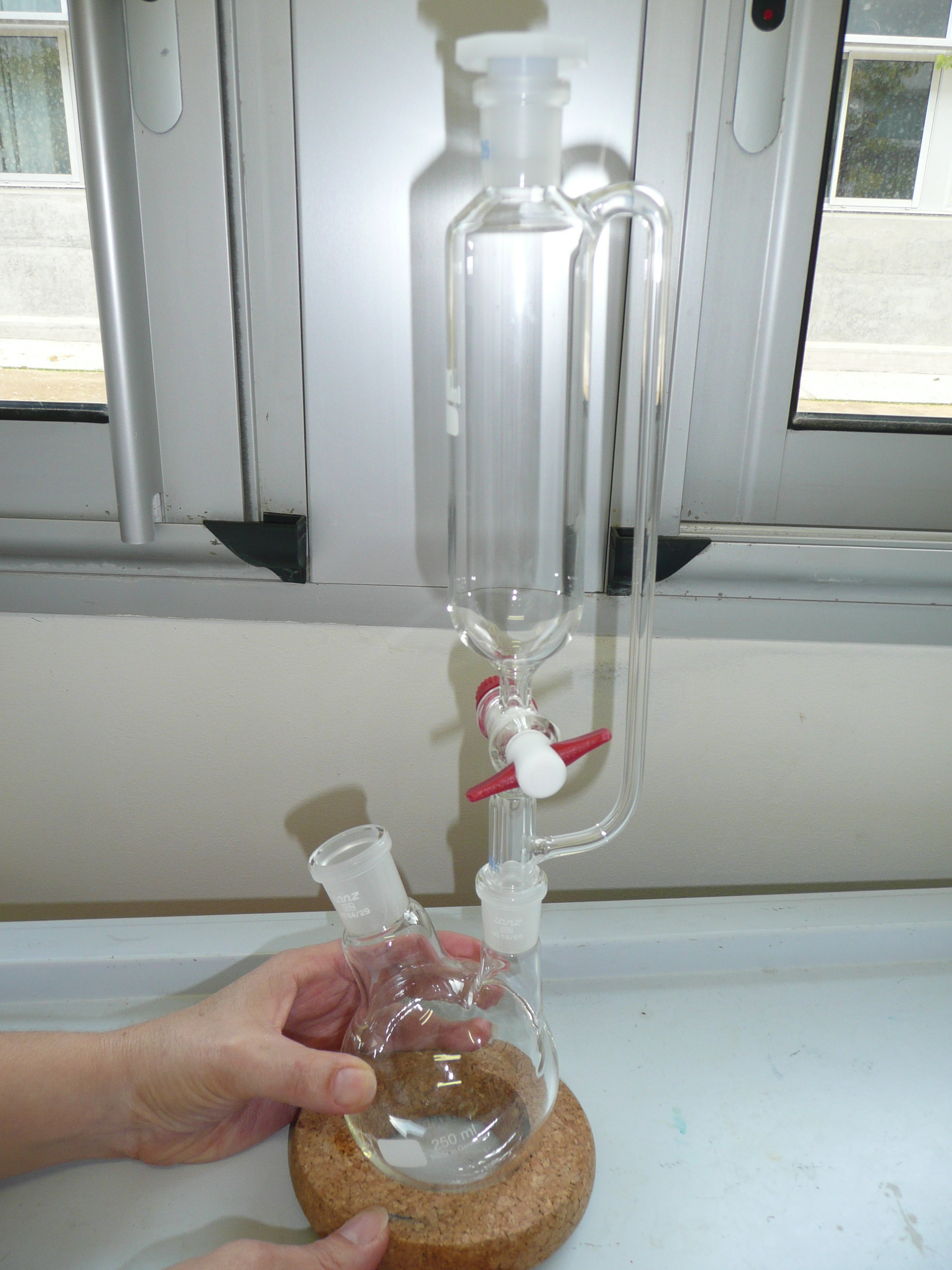
Dropptratt med tryckutjämningsrör monterad i en tvåhalsad rundkolv.
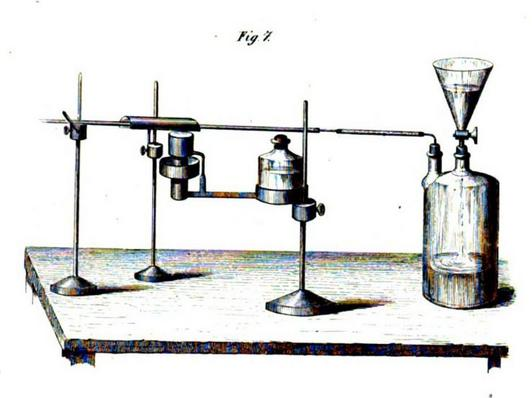
Carl Brunners kranförsedda tratt på Woulfe-flaskan till höger.